# الأقدام المرحة
الأقدام المرحة (بالإنجليزية: Happy Feet )‏ هو فيلم رسوم متحركة وغنائي أسترالي صدر عام 2006. حائز على جائزة الأوسكار لأفضل فيلم صور متحركة. الفيلم من إخراج جورج ميلر الذي ساهم بكتابة النص أيضا ومن بطولة عدة نجوم أمثال اليجاه وود، روبن ويليامز، بريتاني ميرفي، هيو جاكمان ونيكول كيدمان. صدر الفيلم في أمريكا الشمالية بتاريخ 17 نوفمبر، 2006.

## القصة
القصة تدور حول مامبل البطريق الصغير من نوع البطاريق الملكية الذي يتسبب والده بإسقاطه وهو في البيضة مما يسبب تأخر فقسه ثم عدم قدرته على الغناء كباقي أفراد عشيرته مما يسبب له مشاكل جمة نتيجة عدم اعجاب أي أنثى به لصوته الشاذ وبدلا من ذلك يصبح مامبل راقصا بارعا باقدامه الشيء الذي لا يقبله أبوه أو أي فرد بالمجموعة حتى جلوريا التي أحبها والبطاريق التي تشعر بالجوع نتيجة نقص الاسماك تلقى باللوم عليه لأنه فأل سيء لها وتنفيه خارج القبيلة عندها يقرر مامبل بأنه لا جدوى من العيش مع قبيلته وأن عليه البحث عن سبب نقص الأسماك مع إدراكه بأنه قد لا يعود مرة أخرى

## انتزاعه للاوسكار
استطاع الاقدام المرحة انتزاع الأوسكار أفضل فيلم رسوم المتحركة من كلا من والت ديزني وبيكسار عن فيلمهم سيارات (فيلم) الذي عقد عليه امال عريضة بعد سنتين من الإنتاج بقيادة جون لاسيتر

## وصلات خارجية
- الأقدام المرحة على موقع IMDb (الإنجليزية)
- الأقدام المرحة على موقع ميتاكريتيك (الإنجليزية)
- الأقدام المرحة على موقع الموسوعة البريطانية (الإنجليزية)
- الأقدام المرحة على موقع روتن توميتوز (الإنجليزية)
- الأقدام المرحة على موقع نتفليكس (الإنجليزية)
- الأقدام المرحة على موقع ألو سيني (الفرنسية)
- الأقدام المرحة على موقع Turner Classic Movies (الإنجليزية)
- الأقدام المرحة على موقع أول موفي (الإنجليزية)
- الأقدام المرحة على موقع بوكس أوفيس موجو (الإنجليزية)
- الأقدام المرحة على موقع فيلمافينيتي (الإسبانية)
- (بالإنجليزية) الموقع الرسمي
- (بالإنجليزية) الأقدام المرحة  في قاعدة بيانات الأفلام على الإنترنت (بالإنجليزية)
- (بالإنجليزية) الأقدام المرحة في موقع Metacritic
- (بالإنجليزية) الأقدام المرحة - مراجعة

| سبقه والاس وجروميت: لعنة الأرنب المستذئب | أوسكار - أفضل فيلم صور متحركة 2006 | تبعه خلطة بيطة بالصلصة |